# Howard Brown (Mediziner)
Howard Junior Brown (* 15. April 1924 in Peoria, Illinois; † 1. Februar 1975 in New York City) war ein US-amerikanischer Mediziner, Autor und Verwaltungsbeamter. Brown gründete die National Gay Task Force (heute: National Gay and Lesbian Task Force).

## Leben
Brown wurde 1924 als Sohn eines Bauingenieurs in Peoria, Illinois, geboren und verbrachte seine Kindheit in mehreren kleinen Städten in Ohio. Er besuchte das Hiram College in Ohio. Brown wurde während des Zweiten Weltkriegs in die Armee eingezogen und diente als medizinischer Korpsmann, bevor er 1944 entlassen wurde. 1948 erwarb er einen Abschluss in Medizin an der Western Reserve University School of Medicine in Cleveland.
1954 zog Brown nach New York City. Er wurde Direktor der Gouverneur Ambulatory Care Unit im Gebiet der Lower East Side von Manhattan. Als Direktor diese Gesundheitseinheit führte Brown in einer Klinik, deren Patienten größtenteils in Armut lebten, mehrere Richtlinien ein, die ihrer Zeit voraus waren.
Zum Beispiel stellte er sicher, dass die Warteräume komfortabel waren und dass Patienten, anstatt stundenlang zu warten, Termine vereinbaren konnten, genau wie Patienten in wohlhabenderen Gegenden. Am 1. Juni 1966 wurde Brown Leiter der New Yorker Health Services Administration. Er beaufsichtigte 22 städtische Krankenhäuser, 23 Bezirksgesundheitszentren, 94 Kindergesundheitsstationen und 50.000 Stadtangestellte in New York City. Ende 1967 erhielt Brown eine Warnung, dass ein investigativer Reporter vorhatte, homosexuelle Menschen in der Verwaltung von Bürgermeister John Lindsay zwangszuouten, und Brown, der seine Homosexualität verheimlichte, trat als Direktor vorsorglich zurück. Brown fand Arbeit als außerordentlicher Gastprofessor für Gemeinschaftsmedizin am Albert Einstein College in der Bronx und wurde Direktor für Gemeinschaftsmedizin an zwei Krankenhäusern in der Bronx. 1970 wechselte er an die Fakultäten der Graduate School of Public Administration und der School of Medicine der New York University. Anfang der 1970er Jahre hatte Brown eine Wohnung in Greenwich Village, nur wenige Blocks vom Stonewall Inn entfernt, und erlebte die Anfänge der Zweiten Schwulenrechtsbewegung. Am 3. Oktober 1973 outete sich Brown als homosexuell auf einem Symposium in der Carrier Clinic in Belle Mead, New Jersey und wurde sofort zu einer medialen Sensation in den Vereinigten Staaten. Sein Outing schaffte es auf die Titelseite der New York Times und wurde von jedem Fernsehsender in New York City berichtet. Brown nutzte die Öffentlichkeitsarbeit und half am 16. Oktober 1973 bei der Gründung der National Gay Task Force. Am 1. Februar 1975 erlitt Brown einen Herzinfarkt und starb im Alter von 50 Jahren. Aus seinem Nachlass wurde das Buch Familiar Faces, Hidden Lives veröffentlicht.
1974 wurde in Chicago die 1976 so benannte Howard Brown Memorial Clinic (heute: Howard Brown Health Center) eröffnet, ein Gesundheitszentrum, das auf sexuell übertragbare Krankheiten spezialisiert ist und sich um homosexuelle Männer und Lesben kümmert.

## Veröffentlichungen (Auswahl)
- Familiar Faces, Hidden Lives: The Story of Homosexual Men in America Today. Harcourt Brace Jovanovich, New York 1976.

## Auszeichnungen
- 1977: Stonewall Book Award für Familiar Faces, Hidden Lives (postum)